# James Mason (joueur d'échecs)
Pour les articles homonymes, voir Mason et James Mason (homonymie).
James Mason est un joueur d'échecs irlandais né le 19 novembre 1849 à Kilkenny et mort le 12 ou le 15 janvier 1905 à Rochdale. Arrivé aux États-Unis en 1861 avec ses parents, il remporta le  congrès international d'échecs américain de 1876 disputé à Philadelphie et ouvert aux joueurs étrangers. Il s'établit à Londres après le tournoi de Paris 1878 et remporta le tournoi de Belfast en 1892, ex æquo avec Joseph Blackburne.

## Biographie et carrière
Né à Kilkenny en Irlande, James Mason était un enfant adopté. Son premier nom est inconnu. Sa famille adoptive partit aux États-Unis en 1861. James Mason y apprit à jouer aux échecs et travailla comme journaliste pour le New York Herald. En 1876, il remporta le quatrième congrès américain disputé à Philadelphie et le tournoi New York Clipper. La même année, en Europe, il remporta un match contre Henry Bird : 13 à 6 (+11 –4 =4). 
En 1878, il s'installa en Angleterre. En 1879, Mason fit match nul avec William Potter, battit Joseph Henry Blackburne (+2 –1 =0) et Mackenzie (+1 –0 =2). En 1882, il termina troisième du tournoi de Vienne avec 15 points sur 23. Il finit également troisième des tournois de Nuremberg 1883 et d'Amsterdam 1889. En 1883, après avoir été deuxième à l'issue du premier tour  du tournoi d'échecs de Londres 1883, il finit cinquième-septième après le second tour. 
Il termina deuxième du tournoi de Hambourg 1885 (ex æquo avec Blackburne, Englisch, Siegbert Tarrasch et Miksa Weiss, derrière Isidor Gunsberg) et du tournoi de Londres 1892 (congrès de la fédération britannique remporté par Emanuel Lasker). 
Au tournoi d'Hastings 1895, il termina douzième ex æquo avec 9,5 points sur 21.
Son nom a été donné à une variante du gambit du roi.

## Publications

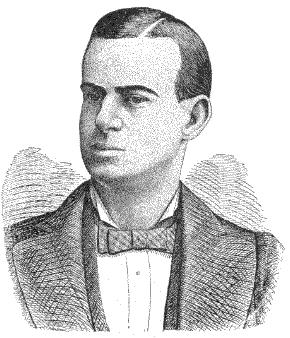
James Mason

James Mason est l'auteur de plusieurs livres sur les échecs en anglais.
- (en)The Principles of Chess in Theory and Practice (1893)
- (en)The Art of Chess (1895)
- (en)Chess Openings (1897)
- (en)Social Chess (1900)